# Centro Andaluz de Ciencia y Tecnología Marina
El Centro Andaluz de Ciencia y Tecnología Marina (CACYTMAR) es un instituto de investigación mixto que depende de la Universidad de Cádiz y de la Consejería de Educación y Ciencia de la Junta de Andalucía. Surge en el marco del II Plan Andaluz de Investigación, como parte de un programa en el que se apuesta por la creación de centros temáticos de dimensión regional, aunque vinculados a una Universidad concreta, con el objetivo de aglutinar y servir de vínculo a las distintas instituciones que trabajan en un campo temático en Andalucía. 

## Organización
El CACYTMAR está actualmente organizado en torno a 5 grandes áreas temáticas: Oceanografía, Investigación Litoral, Recursos Naturales, Calidad Ambiental y Tecnología Marina. Hay aproximadamente 30 proyectos de investigación adscritos al CACYTMAR, la mayoría de los cuales están financiados por el Plan Nacional de I+D+i, aunque también hay proyectos europeos y proyectos de excelencia de la Junta de Andalucía. Además se han vinculado aproximadamente 40 contratos de investigación con empresas y otras administraciones.
Recientemente se han puesto en marcha 4 Servicios desde el CACYTMAR: el Servicio de Apoyo Oceanográfico, el Servicio de Análisis de Nutrientes, el Servicio de Teledetección y Oceanografía Operacional, y por último el Servicio de Buceo Tecnológico y Científico.